# ブライス・トゥラング
ブライス・クレイグ・トゥラング（Brice Craig Turang, 1999年11月21日 - ）は、アメリカ合衆国カリフォルニア州コロナ出身のプロ野球選手（内野手）。右投左打。MLBのミルウォーキー・ブルワーズ所属。
父親もプロ野球選手（外野手）のブライアン・トゥラング。

## 経歴
| 年   | チーム | 階級  |
| ---- | ------ | ----- |
| 2018 | MIL    | R+, R |
| 2019 | MIL    | A, A+ |

中学時代の2014年に行われたU-15 W杯で中堅手としてアメリカ代表に招集され、アメリカ野球協会より最優秀選手賞を受賞。
サンティアゴ高等学校所属時代、マックスプレップスカップや、2017年U-18 W杯アメリカ代表での活躍が高く評価され、2018年ドラフト前の高校生野手としては最高クラスの評価を受けていた。
6月のMLBドラフト1巡目（全体21位）でミルウォーキー・ブルワーズから指名を受け、契約金約341万ドルで締結しプロ入り。同年7月13日にブルワーズ傘下のルーキー級アリゾナリーグ・ブルワーズでプロデビュー。8月にパイオニアリーグのルーキー級ヘレナ・ブルワーズへ昇格した。2018年シーズンは2球団合計で42試合に出場して打率.283、1本塁打、18打点、14盗塁を記録した。
2019年、開幕前に行われたMLB.comによるプロスペクトランキングでチーム1位・全体98位の評価を受けた。シーズンはA級ウィスコンシン・ティンバーラトラーズで迎えた。6月に同チームが所属するミッドウェストリーグのオールスターに選出された。7月にはA+級カロライナ・マドキャッツへ昇格した。このシーズンは2球団合計で129試合に出場して打率.256、3本塁打、37打点、30盗塁を記録した。
2020年、MLB.comのプロスペクトランキングでチーム2位の評価を受けた。シーズンはCOVID-19の影響で、ウィスコンシンを拠点とするブルワーズのAlternate Training Siteに所属した。
2021年はAA級ビロクシ・シャッカーズとAAA級ナッシュビル・サウンズでプレーし、2球団合計で117試合に出場して打率.258、6本塁打、53打点、20盗塁を記録した。
2022年はAAA級ナッシュビルでプレーし、131試合に出場して打率.286、13本塁打、78打点、34盗塁を記録した。オフの11月15日にはルール・ファイブ・ドラフトでの流出を防ぐために40人枠入りした。
2023年の開幕はメジャーで迎えた。メジャーデビューとなった3月30日のシカゴ・カブスとのシーズン開幕戦では「9番・二塁手」で先発出場すると、3回表の初打席でマーカス・ストローマンからメジャー初安打を記録した。
2024年は自身初となるゴールドグラブ賞を受賞し、さらにプラチナ・ゴールド・グラブも受賞した。

## 選手としての特徴
打撃面では長打に乏しいものの出塁と機動力を武器とするリードオフマンタイプと評される。守備面では肩・守備範囲ともに平均よりは上程度と評価されている。（2020年）

## 詳細情報

### 年度別打撃成績
| 年 度    | 球 団    | 試 合 | 打 席 | 打 数 | 得 点 | 安 打 | 二 塁 打 | 三 塁 打 | 本 塁 打 | 塁 打 | 打 点 | 盗 塁 | 盗 塁 死 | 犠 打 | 犠 飛 | 四 球 | 敬 遠 | 死 球 | 三 振 | 併 殺 打 | 打 率 | 出 塁 率 | 長 打 率 | O P S |
| -------- | -------- | ----- | ----- | ----- | ----- | ----- | -------- | -------- | -------- | ----- | ----- | ----- | -------- | ----- | ----- | ----- | ----- | ----- | ----- | -------- | ----- | -------- | -------- | ----- |
| 2023     | MIL      | 137   | 448   | 404   | 46    | 88    | 9        | 3        | 6        | 121   | 34    | 26    | 4        | 3     | 2     | 38    | 1     | 1     | 94    | 9        | .218  | .285     | .300     | .585  |
| 2024     | MIL      | 155   | 619   | 559   | 72    | 142   | 24       | 4        | 7        | 195   | 57    | 50    | 6        | 5     | 3     | 50    | 1     | 2     | 105   | 8        | .254  | .316     | .349     | .665  |
| MLB：2年 | MLB：2年 | 292   | 1067  | 963   | 118   | 230   | 33       | 7        | 13       | 316   | 91    | 76    | 10       | 8     | 5     | 88    | 2     | 3     | 199   | 17       | .239  | .303     | .328     | .631  |

- 2024年度シーズン終了時

### MLBポストシーズン打撃成績
| 年 度     | 球 団     | シ リ ｜ ズ | 試 合 | 打 席 | 打 数 | 得 点 | 安 打 | 二 塁 打 | 三 塁 打 | 本 塁 打 | 塁 打 | 打 点 | 盗 塁 | 盗 塁 死 | 犠 打 | 犠 飛 | 四 球 | 敬 遠 | 死 球 | 三 振 | 併 殺 打 | 打 率 | 出 塁 率 | 長 打 率 | O P S |
| --------- | --------- | ----------- | ----- | ----- | ----- | ----- | ----- | -------- | -------- | -------- | ----- | ----- | ----- | -------- | ----- | ----- | ----- | ----- | ----- | ----- | -------- | ----- | -------- | -------- | ----- |
| 2023      | MIL       | NLWC        | 2     | 5     | 3     | 0     | 0     | 0        | 0        | 0        | 0     | 0     | 0     | 0        | 1     | 0     | 1     | 0     | 0     | 2     | 0        | .000  | .250     | .000     | .250  |
| 2024      | MIL       | NLWC        | 3     | 12    | 11    | 3     | 5     | 3        | 0        | 0        | 8     | 0     | 2     | 0        | 0     | 0     | 1     | 0     | 0     | 1     | 1        | .455  | .500     | .727     | 1.227 |
| 出場：2回 | 出場：2回 | 出場：2回   | 5     | 15    | 14    | 3     | 5     | 3        | 0        | 0        | 8     | 0     | 2     | 0        | 1     | 0     | 2     | 0     | 0     | 3     | 1        | .357  | .438     | .571     | 1.009 |

- 2024年度シーズン終了時

### 年度別守備成績
| 年 度 | 球 団 | 二塁（2B） | 二塁（2B） | 二塁（2B） | 二塁（2B） | 二塁（2B） | 二塁（2B） | 遊撃（SS） | 遊撃（SS） | 遊撃（SS） | 遊撃（SS） | 遊撃（SS） | 遊撃（SS） |
| 年 度 | 球 団 | 試 合      | 刺 殺      | 補 殺      | 失 策      | 併 殺      | 守 備 率   | 試 合      | 刺 殺      | 補 殺      | 失 策      | 併 殺      | 守 備 率   |
| ----- | ----- | ---------- | ---------- | ---------- | ---------- | ---------- | ---------- | ---------- | ---------- | ---------- | ---------- | ---------- | ---------- |
| 2023  | MIL   | 119        | 164        | 268        | 6          | 53         | .986       | 22         | 16         | 27         | 0          | 8          | 1.000      |
| 2024  | MIL   | 152        | 240        | 379        | 7          | 78         | .989       | -          | -          | -          | -          | -          | -          |
| MLB   | MLB   | 271        | 404        | 647        | 13         | 131        | .988       | 22         | 16         | 27         | 0          | 8          | 1.000      |

- 2024年度シーズン終了時
- 各年度の太字はリーグ最高
- 各年度の太字年はゴールドグラブ賞受賞

### 表彰
- ゴールドグラブ賞（二塁手部門）：1回（2024年）
- プラチナ・ゴールド・グラブ賞：1回（2024年）

### 背番号
- 0（2023年）
- 2（2024年 - ）